# Sojuz TMA-12M
Sojuz TMA-12M è stato un volo astronautico verso la Stazione Spaziale Internazionale (ISS) e parte del programma Sojuz, ed è stato il 121° volo con equipaggio della navetta Sojuz dal primo volo avvenuto nel 1967. Il lancio è avvenuto in orario e l'entrata in orbita è stata effettuata secondo il programma. Però ci sono stati problemi al momento dell'accensione per direzionarsi verso la Stazione spaziale internazionale. Questo ha rimandato la data dell'aggancio, inizialmente previsto per le 03:04 UTC del 27 marzo, alle 23:58 dello stesso giorno. L'aggancio è finalmente avvenuto senza problemi il 27 marzo alle 23:53 UTC, in anticipo di 5 minuti sul programma di volo, e il portello principale per la ISS è stato aperto alle 02:35 UTC del 28 marzo. Dopo l'arrivo Skvortsov, Artemyev e Swanson hanno incontrato i membri della precedente missione Sojuz TMA-11M, che si sono sgangiati dalla ISS nel maggio 2014.
L'11 settembre, dopo essersi sganciata dalla ISS, la Sojuz è rientrata in atmosfera alle 02:01 UTC per poi atterrare nelle steppe del Kazakistan alle 02:23 come da programma.

## Equipaggio
| Ruolo               | Equipaggio                                               | Equipaggio                                               |
| ------------------- | -------------------------------------------------------- | -------------------------------------------------------- |
| Comandante          | Aleksandr Skvorcov, Roscosmos Expedition 39 Secondo volo | Aleksandr Skvorcov, Roscosmos Expedition 39 Secondo volo |
| Ingegnere di volo 1 | Oleg Artem'ev, Roscosmos Expedition 39 Primo volo        | Oleg Artem'ev, Roscosmos Expedition 39 Primo volo        |
| Ingegnere di volo 2 | Steven Swanson, NASA Expedition 39 Terzo volo            | Steven Swanson, NASA Expedition 39 Terzo volo            |

### Equipaggio di riserva
| Ruolo               | Equipaggio                       | Equipaggio                       |
| ------------------- | -------------------------------- | -------------------------------- |
| Comandante          | Aleksandr Samokutjaev, Roscosmos | Aleksandr Samokutjaev, Roscosmos |
| Ingegnere di volo 1 | Elena Serova, Roscosmos          | Elena Serova, Roscosmos          |
| Ingegnere di volo 2 | Barry Wilmore, NASA              | Barry Wilmore, NASA              |